# Sarcophyton acutum
Sarcophyton acutum is een zachte koraalsoort uit de familie Alcyoniidae. De koraalsoort komt uit het geslacht Sarcophyton. Sarcophyton acutum werd in 1970 voor het eerst wetenschappelijk beschreven door Tixier-Durivault. 